# Volkswagen Fox
Fox foi um automóvel fabricado pela Volkswagen até 2021 e vendido para América Latina e Europa até 2011. Possuía as variantes off-road CrossFox e a perua SpaceFox. O nome Fox também pode se referir à versão norte-americana do Voyage, vendida nos Estados Unidos entre as décadas de 1980 e 1990, importado do Brasil.
Na América do Sul o modelo estava direcionado para o mercado entre o Gol e o Polo, na Europa substituiu o Lupo. Na Europa, o Fox foi substituído pelo Volkswagen Up!, enquanto no Brasil ele ganhou uma reestilização abrangente que adaptou o Fox ao estilo mundial da Volkswagen e lhe concedeu características mais refinadas.

## Histórico
O Fox é um veículo de dimensões compactas, carroceria hatchback, fabricado e inteiramente projetado no Brasil, sobre a plataforma do Polo, em 2004. Originalmente denominado projeto "PQ24", antes de sua fabricação cogitava-se que seria o sucessor do Gol, ou então que seria o próximo "carro mundial" da Volkswagen. Até sua apresentação oficial à imprensa especializada o projeto foi chamado por vários nomes, por exemplo: Volkswagen Tupi.
No início, o Fox realmente destinava-se a substituir o Gol (que por sua vez substituiu a Brasília no Brasil) no entanto, a Volkswagen não conseguiu fazer com que o Fox tivesse um custo baixo o suficiente para compensar inseri-lo na fatia de mercado popular. Assim, este seguiu para uma fatia de mercado superior à do Gol e inferior à do Polo.
Atualmente, o Fox é o 2º Volkswagen mais vendido no Brasil, perdendo apenas para as vendas do veterano Volkswagen Gol.[carece de fontes?]

## 1ª Geração (2003 - 2010)

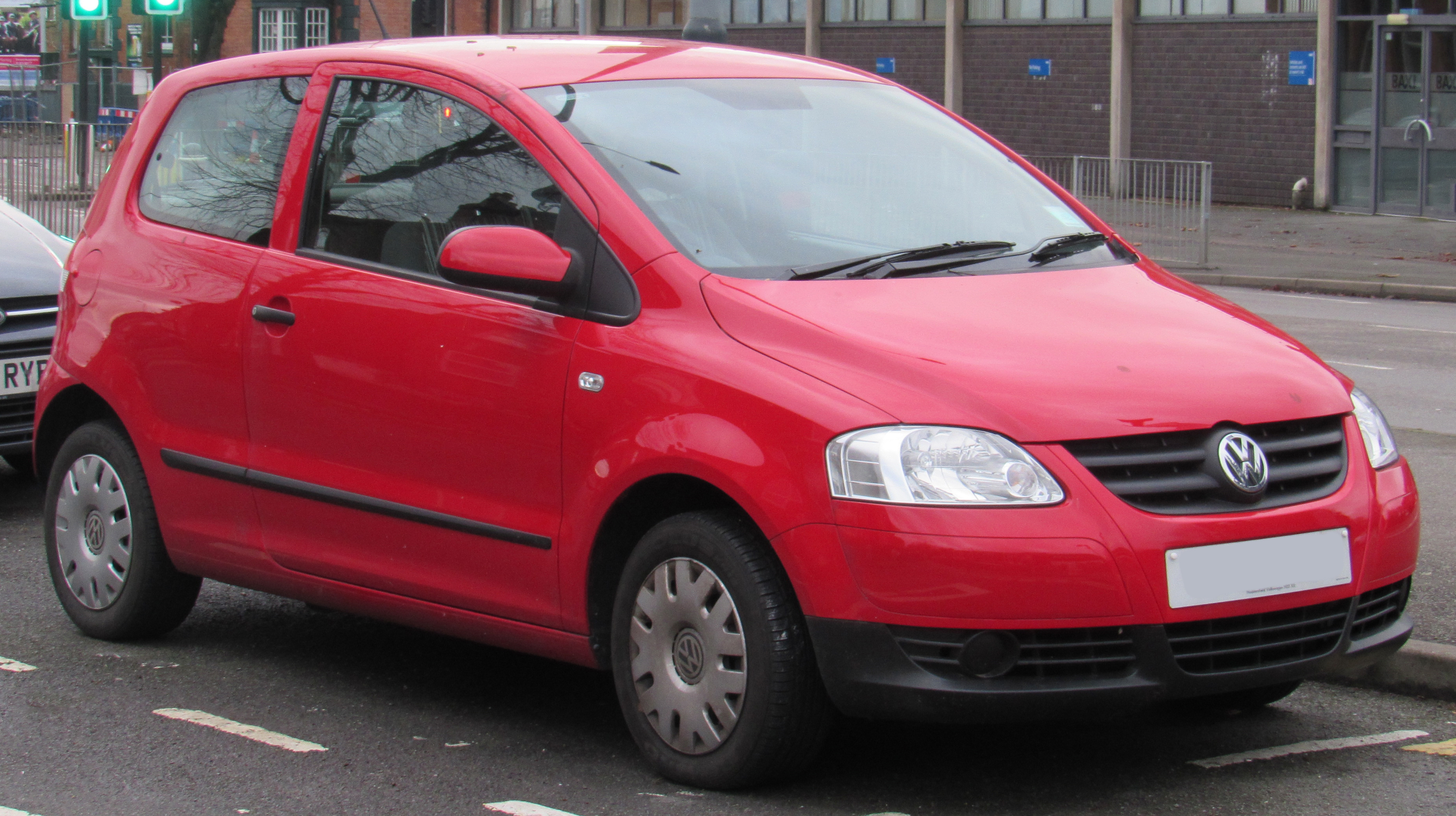
Volkswagen Fox 1ª geração

O Fox é um veículo de dimensões compactas, carroceria hatchback, fabricado e inteiramente projetado no Brasil, sobre a plataforma do Polo. O modelo deu origem a uma pequena "família", que no Brasil já conta com a versão off road denominada CrossFox, e a versão station wagon, chamada no Brasil de SpaceFox.
Na linha 2008 ocorre a primeira reforma visual, ganhando para-choques idênticos à da SpaceFox, com parte do para-choque preto. A versão Sportline é descontinuada, substituída pela série especial Route, que passa a ser disponibilizada na cor amarela, que a partir daí também se estende à versão Sunrise (antes a cor era disponibilizada somente no CrossFox). O CrossFox perde a barra de proteção frontal.
MOTORES E VERSÕES
•EA111 1.0 (16v)
•EA111 1.0  (8V)
•EA111 1.6 (8V)
Volkswagen Fox Sportline 1.6 8V (Flex) 2p
Volkswagen Fox Plus 1.0 8V
Volkswagen Fox Sportline 1.6 8V (Flex)
Volkswagen Fox City 1.0 (Flex) 2p
Volkswagen Fox Sportline 1.0 8V (Flex)
Volkswagen Fox City 1.0 8V (Flex)
Volkswagen Fox Plus 1.0 8V (Flex) 2p
Volkswagen Fox Plus 1.6 8V (Flex)
Volkswagen Fox Plus 1.6 8V (Flex) 2p

## 2ª Geração (2010 - 2014)

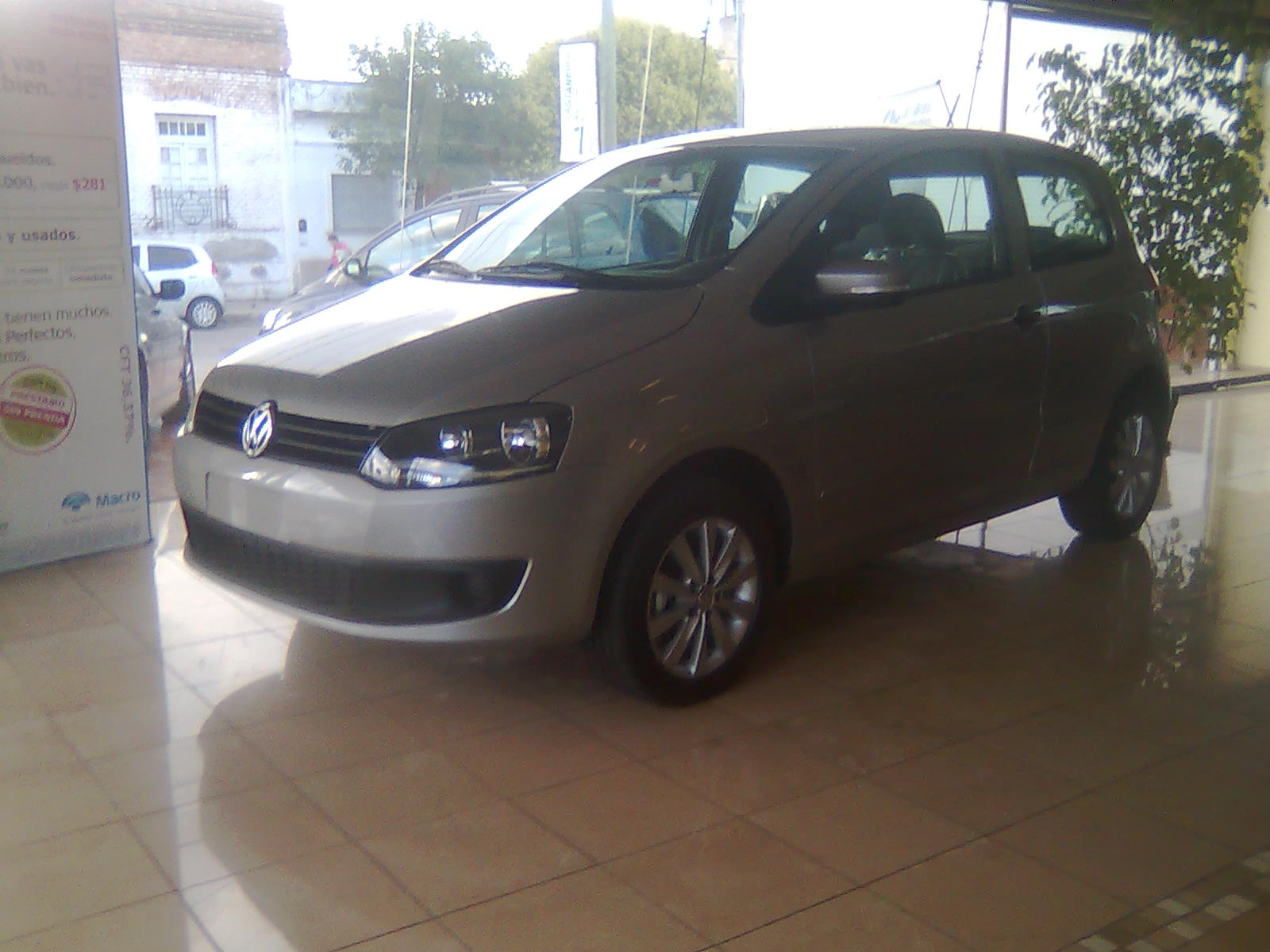
Fox 2ª Geração

Na linha 2010, o Fox passou por uma mudança no visual frontal (que lembra os últimos lançamentos europeus), traseira e interior, as versões foram renomeadas para trend e prime. Ganhou também um novo painel de instrumentos e câmbio, com materiais mais sofisticados. Seu motor segue a mesma maneira dos outros modelos nacionais, com motores na transversal. Usa motores EA111 1.0 e 1.6, e o EA211 1.0, sendo todos Total Flex.

### Motores e Versões
Motores:
Motor 1.0 8V (EA111)
Motor 1.0 12v (EA211)
Motor 1.6 8v (EA111)
Motor 1.6 16v (EA211)
Versões:
- 1.0 Blue Motion (3 cilindros)
- 1.0 Black Fox
- 1.0 Comfortline
- 1.0 Route
- 1.0 Silver Fox
- 1.0 Track
- 1.0 Trendline
- 1.6 Blue Motion
- 1.6 Comfortline
- 1.6 Connect
- 1.6 8v Highline
- 1.6 16v Highline
- 1.6 8v Highline i-Motion (com câmbio automatizado)
- 1.6 16v Highline i-Motion (com câmbio automatizado)
- 1.6 8v i-Motion (com câmbio automatizado)
- 1.6 16v Pepper
- 1.6 Plus
- 1.6 Prime (versão produzida entre 2010 e 2012)
- 1.6 Rock in Rio (Edição Especial Limitada)
- 1.6 Route
- 1.6 Run
- 1.6 Trendline
- 1.6 Xtreme

• 1.0 Seleção  
1.6 Seleção  
1.0 Trend (2portas) 

## 3ªGeração (2014 - 2022)
Na linha 2015, o Fox passou por uma mudança visual inspirada no Golf Mk 7, na dianteira ganhou novos faróis com focos retangulares, na traseira recebeu lanterna horizontais que invadem a tampa da mala, mas a grande novidade foi a adoção da direção elétrica, assim como, melhorias de acabamento e novos itens de segurança. É oferecido nas versões Bluemotion (com motor EA211 1.0 de 3 cilindros), Trendline, Comfortline (ambas disponíveis com motores EA111 1.0 ou 1.6) e a topo de linha Highline (apenas com motor 1.6 16V MSI).
Na linha 2018, o Fox, que até 2017 era oferecido nas versões Trendline, Comfortline, Highline e Track, passa a ser oferecido em apenas duas inéditas versões: Connect e Xtreme. Além disso, a versão aventureira, a CrossFox, também sai de linha. Os motores 1.6 16V e 1.0 de 3 cilindros saem de linha e o Fox passará a ser oferecido apenas na opção 1.6 8V.
O Fox saiu de linha após 18 anos, em 2021.

## Perigo no porta-malas
Em 2008, cerca de 8 clientes tiveram o dedo decepado ao tentarem realizar a operação de extensão do porta-malas do carro de maneira diferente do que mostrava o manual do proprietário, e buscam indenização da montadora. Um recall foi realizado para corrigir o problema, usando um pequeno pedaço de tecido/couro para fechar o buraco que decepava os dedos. Segundo a VW a solução foi definitiva, porém o sistema que oferece este risco não foi substituído pelo sistema que era instalado nos carros para exportação.

## Curiosidades
- O nome Fox já foi usado anteriormente para denominar o antigo VW Voyage (versão sedã do antigo Volkswagen Gol) que era exportada para os EUA, durante a década de 80.
- O nome Fox significa raposa em inglês, incorpora as características de velocidade, agilidade, compacto e lembra beleza.
- O nome original do VW Fox era Tupi.
- A versão exportada para a Europa tinha acabamento bastante diferenciado do Fox destinado ao público brasileiro, um interior melhor trabalhado e mais confortável do que o modelo brasileiro. No mercado europeu, o Fox substituiu o Lupo, antes o menor modelo da Volkswagen na Europa.
- No México, o VW Fox recebeu o nome de Lupo, devido ao fato do então presidente do México se chamar Vicente Fox e assim não ser propaganda política.
- Em maio de 2007, a versão "exportação" do Fox chegou ao Brasil. Esse modelo tem a frente como a do SpaceFox.
- A Volkswagen desistiu de nomear o projeto como "Tupi" porque em inglês, "to pee" significa "urinar". Coube a VW renomear como Fox.
- Os motores utilizados no Fox adotam o bloco EA 111 nas versões 1.0 e 1.6 e EA 211 na BlueMotion.
- A única versão fabricada na Argentina foi a 5 portas e versão 1.6 e 1.6 diesel entre 2008 e 2010.
- A partir da versão 2016, a linha Fox 1.0 foi equipada somente com o motor 1.0 EA 211, mesmo motor que equipava o Volkswagen Up!.
- Com a chegada do Novo Polo em 2017, o Fox perdeu versões e motorizações, estando disponível apenas o veterano EA 111 1.6 de 101cv nas versões Connect e Xtreme. O motor mais moderno EA 211 equipa o Polo e uma das versões de outro veterano, o Gol na versão MSI.

## Volkswagen CrossFox
CrossFox é a versão aventureira do Fox, fabricado pela Volkswagen. Chamou a atenção de quem procurava um veículo bem equipado por um custo mais acessível.

### Versões
- 1.6
- 1.6 I-Motion (com câmbio automatizado)